# Monohelea africana
Monohelea africana är en tvåvingeart som beskrevs av Clastrier 1960. Monohelea africana ingår i släktet Monohelea och familjen svidknott.
Artens utbredningsområde är Kongo. Inga underarter finns listade i Catalogue of Life.